# Petroscirtes pylei
Petroscirtes pylei är en fiskart som beskrevs av Smith-vaniz 2005. Petroscirtes pylei ingår i släktet Petroscirtes och familjen Blenniidae. Inga underarter finns listade i Catalogue of Life.